# Чемпионат Ирландии по волейболу среди женщин
Чемпионат Ирландии по волейболу среди женщин — ежегодное соревнование женских волейбольных команд Ирландии. Проводится с 1972 года.
Соревнования проходят в трёх дивизионах — Премьер-лиге, 1-м и 2-м дивизионах. Организатором чемпионатов является Волейбольная ассоциация Ирландии.

## Формула соревнований (Премьер-лига)
В сезоне 2024/25 чемпионат состоял из двух этапов — предварительного и плей-офф. По итогам предварительной стадии 4 команды вышли в плей-офф и по системе с выбыванием определили призёров  определили призёров чемпионата. Полуфинальные и финальные пары команд проводили между собой по одному матчу.  
За победы со счётом 3:0 и 3:1 команды получают по 3 очка, 3:2 — 2, за поражения со счётом 2:3 — 1 очко, за поражения 1:3 и 0:3 очки не начисляются.
В чемпионате 2024/25 в Премьер-лиге участвовали 8 команд: «Сантри Калипсо» (Дублин), «Гардианс» (Талла), «Дублин Лайонс», ТКД (Дублин), ЮКД (Дублин), «Голуэй», «Нет Форс» (Корк), «Талла Рокетс». Чемпионский титул в 3-й раз подряд выиграл «Сантри Калипсо», победивший в финале «Дублин Лайонс» 3:1. 3-е место занял «Гардианс».

## Чемпионы
| - 1972 «Феклс Стрит» Дублин - 1973 - 1974 - 1975 - 1976 - 1977 «Мидлтон» - 1978 «Мидлтон» - 1979 - 1980 «Мидлтон» - 1981 «Мидлтон» - 1982 «Мидлтон» - 1983 «Дан Лере» Дублин - 1984 «Мидлтон» - 1985 - 1986 «Мидлтон» - 1987 «Дан Лере» Дублин - 1988 «Дан Лере» Дублин - 1989 «Дан Лере» Дублин - 1990 «Дан Лере» Дублин - 1991 «Рибок» Дублин - 1992 «Артейн» Дублин - 1993 «Аэр Лингас» Дублин - 1994 «Грейстонс» - 1995 «Грейстонс» - 1996 «Ист Кост Крайзерс» Брей - 1997 «Ист Кост Крайзерс» Брей - 1998 «Ист Кост Крайзерс» Брей | - 1999 «Ист Кост Крайзерс» Брей - 2000 «Ист Кост Крайзерс» Брей - 2001 «Ист Кост Крайзерс» Брей - 2002 «Ист Кост Крайзерс» Брей - 2003 «Сантри» Дублин - 2004 ЮКД Дублин - 2005 ЮКД Дублин - 2006 «Ньюбридж Уайлдкэтс» Ньюбридж - 2007 «Ньюбридж Уайлдкэтс» Ньюбридж - 2008 «Аэр Лингас» Дублин - 2009 «Аэр Лингас» Дублин - 2010 «Аэр Лингас» Дублин - 2011 «Аэр Лингас» Дублин - 2012 «Аэр Лингас» Дублин - 2013 «Сантри» Дублин - 2014 «Дублин» - 2015 ЮКД Дублин - 2016 «Дублин» - 2017 «Голуэй» - 2018 «Гарда» Талла - 2019 «Гарда» Талла - 2020 чемпионат не завершён, итоги не подведены - 2021 чемпионат отменён - 2022 «Гардианс» Талла - 2023 «Сантри Калипсо» Дублин - 2024 «Сантри Калипсо» Дублин - 2025 «Сантри Калипсо» Дублин |